# Disney's Aladdin (videojuego de SIMS)
Esta versión, desarrollada por SIMS y publicada por Sega, se publicó en 1994 para Game Gear en todo el mundo y para Master System en Europa. Sega se dispuso a producir este juego porque ya tenían los derechos de licencia de propiedad intelectual para publicar el juego de Virgin Interactive para Mega Drive/Genesis. El juego es básicamente igual en ambos sistemas, salvo por el tamaño de la pantalla.
- Datos: Q16557363